# Žarko Čomagić
Žarko Čomagić (ur. 28 września 1985 w Kraljevie) – serbski koszykarz grający na pozycji niskiego lub silnego skrzydłowego. Aktualnie zawodnik węgierskiego klubu Falco KC.

## Życiorys
Treningi koszykarskie rozpoczynał w rodzinnym mieście w Serbii, po czym wyjechał do Stanów Zjednoczonych, gdzie, w latach 2007–2009, był zawodnikiem drużyny Northern Arizona University, z którą występował w dywizji I NCAA. 7 września 2010 roku podpisał roczny kontrakt z Zastalem Zielona Góra, w którym grał do końca sezonu, występując w sumie w 25 meczach ligowych, w których zdobył 168 punktów. Od 2011 roku jest zawodnikiem PBG Basket Poznań, w którym w sezonie 2011/2012 wystąpił w 38 meczach, zdobywając w nich w sumie 446 punktów. W sezonie 2012/2013 został zawodnikiem serbskiego klubu KK Vojvodina Novi Sad.

## Statystyki
| Sezon   | Drużyna                            | M  | S5 | MPG  | FG%   | 3P%   | FT%   | RPG | APG | SPG | BPG | PPG  |
| ------- | ---------------------------------- | -- | -- | ---- | ----- | ----- | ----- | --- | --- | --- | --- | ---- |
| 2007/08 | Northern Arizona University (NCAA) | 32 | ?  | 18,7 | 47,1% | 41,2% | 73,5% | 3,3 | 0,8 | 0,6 | 0,2 | 6,5  |
| 2008/09 | Northern Arizona University (NCAA) | 25 | ?  | 23,8 | 45,2% | 33,3% | 68,3% | 4,9 | 0,8 | 0,8 | 0,4 | 9,4  |
| 2010/11 | Zastal Zielona Góra (PLK)          | 25 | 12 | 19,2 | 48,0% | 27,0% | 46,0% | 4,1 | 0,7 | 0,6 | 0,2 | 6,7  |
| 2011/12 | PBG Basket Poznań (PLK)            | 38 | 33 | 31,9 | 47,0% | 35,0% | 74,0% | 5,2 | 1,6 | 1,3 | 0,2 | 11,7 |